# Cork Street
Die Cork Street ist eine Straße am West End von London, England mit etlichen kleinen kommerziellen Kunstgalerien, für welche sie auch bekannt ist. Sie liegt nördlich hinter der Royal Academy, in der Verlängerung der Burlington Arcade, welche westlich von dieser beginnt.
Die nächste U-Bahn-Station ist Green Park.
Die Cork Street gehört zum Stadtteil Burlington Estate, der im 18. Jahrhundert erbaut wurde. Der erste Earl of Burlington war Richard Boyle, 2. Earl of Cork− daher trägt der Stadtteil auch den Namen der südirischen Stadt Cork. Die Straße wurde wie die gesamte Region mit Schneidereien verbunden, so hatte beispielsweise Beau Brummel, der maßgeblich die englische Mode zu Anfang des 19. Jahrhunderts prägte, dort mehrere Schneidereien. Noch heute gilt die nahegelegene Savile Rowe als erste Adresse für hochwertige Kleidung nach englischer Gentleman-Art.
Im 20. Jahrhundert begann die Geschichte der Cork Street als Heimat von Kunstgalerien. Zunächst beheimatete sie unter anderem die Victoria Miro Gallery und die Messum´s- Galerie, später wurden mehrere weitere davon in der Cork Street Gallery zusammengefasst. Unter anderem betrieb Peggy Guggenheim ab 1938 in der Nr. 30 ihre Galerie "Guggenheim Jeune" in unmittelbarer Nachbarschaft zu den Ausstellungsräumen von E. L. T. Mesens.
In der Cork Street stellten neben Max Ernst, Kurt Schwitters, Yves Tanguy und Geer van Velde auch Francis Bacon Edward Piper und John Piper, Francis Cotes und Roland Penrose aus. 
Im Jahre 2012 drohte der Cork Street und den Galerien der Abriss verschiedener Gebäude und der Neubau von Luxuswohnungen und Modegeschäften, durch die sie Gefahr liefen, verdrängt zu werden.

## Trivia
- Der Satiriker und Arzt John Arbuthnot, starb am 27. Februar 1735 in seinem Haus in der Cork Street.
- Brownlow Bertie, 5. Duke of Ancaster und Kesteven heiratete seine erste Frau am 11. November 1762 ebenfalls in der Cork Street.